# Niardo
Niardo (Gnàrt in dialetto camuno) è un comune italiano di 1 945 abitanti, della Val Camonica, provincia di Brescia in Lombardia.
(«Storia di Vallecamonica», 1853)

## Geografia fisica

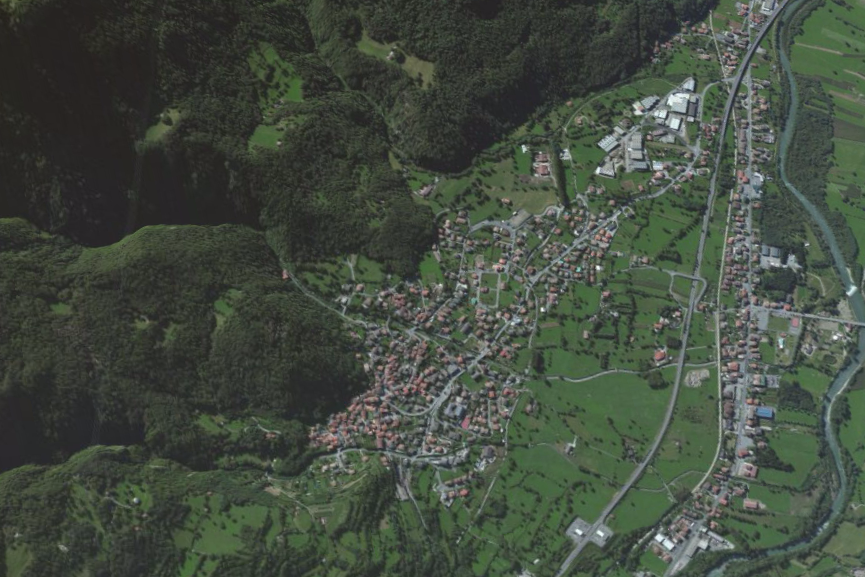
Niardo veduta aerea

### Clima
I dati provenienti dalla stazione meteorologica di Breno indicano, in base alla media trentennale di riferimento 1961-1990, che la temperatura media del mese più freddo, gennaio, si attesta a -1,0 °C, mentre quella del mese più caldo, luglio, è di +20,5 °C.
| BRENO              | Mesi | Mesi | Mesi | Mesi | Mesi | Mesi | Mesi | Mesi | Mesi | Mesi | Mesi | Mesi | Stagioni | Stagioni | Stagioni | Stagioni | Anno |
| BRENO              | Gen  | Feb  | Mar  | Apr  | Mag  | Giu  | Lug  | Ago  | Set  | Ott  | Nov  | Dic  | Inv      | Pri      | Est      | Aut      | Anno |
| ------------------ | ---- | ---- | ---- | ---- | ---- | ---- | ---- | ---- | ---- | ---- | ---- | ---- | -------- | -------- | -------- | -------- | ---- |
| T. max. media (°C) | 3,8  | 7,1  | 10,4 | 14,8 | 19,1 | 23,0 | 26,4 | 25,3 | 21,9 | 15,8 | 10,3 | 5,6  | 5,5      | 14,8     | 24,9     | 16,0     | 15,3 |
| T. min. media (°C) | −5,8 | −3,4 | 0,0  | 3,9  | 8,1  | 12,1 | 14,5 | 14,1 | 10,6 | 5,7  | 0,9  | −3,5 | −4,2     | 4,0      | 13,6     | 5,7      | 4,8  |

## Origini del nome
Si pensa che il nome derivi da un composto di warda, preceduto dall'aggettivo nova (da cui il restringimento di no- in ni-). Tuttavia consente l'ipotesi di una derivazione da nome germanico (forse Niward).

## Storia
Nel XII secolo è riportata una lotta tra Breno e Niardo per il possesso del monte Stabio.
Agli inizi del Quattrocento il paese faceva parte della Repubblica di Venezia, dalla fine del XV secolo il paese divenne terra di conquista, prima arrivarono i Francesi e poi gli Spagnoli, i quali lasciarono una forte influenza di tipo architettonico, vedasi la piazza alcune chiese ed alcuni edifici. Portarono anche nel XVII secolo epidemie di peste.
Agli inizi del Settecento il paese tornò in mano a Venezia fino al 1797 con l'invasione di Napoleone.

Nel 1815 divenne parte del Regno Lombardo-Veneto. Il 1859 fu un anno di svolta per il paese, infatti dopo le vittorie dei piemontesi a San Martino e Solferino, il paese diventò parte del Regno d'Italia.

Il 24 agosto del 1987 alle ore 20.00, il paese fu colpito da una tremenda alluvione che provocò due morti.

### Antichi originari
Questi sono i nomi degli Antichi Originari
- Bondioni
- Poli
- Jore (scomparsi)
- Calzoni

### Feudatari locali
Il 3 dicembre 1374 il vescovo di Brescia Andrea de Aptis investe iure feudi dei diritti di decima nei territori di Niardo Milino Adami di Niardo.
Famiglie che hanno ottenuto l'infeudazione vescovile dell'abitato:
| Famiglia | Stemma | Periodo     |
| Adami    |        | 1374 - ?    |
| Nobili   |        | 1494 - 1600 |
| Bondioni |        | 1600 - 1946 |

### Simboli
(D.P.R. del 14 aprile 1956)

Stemma comune di Niardo

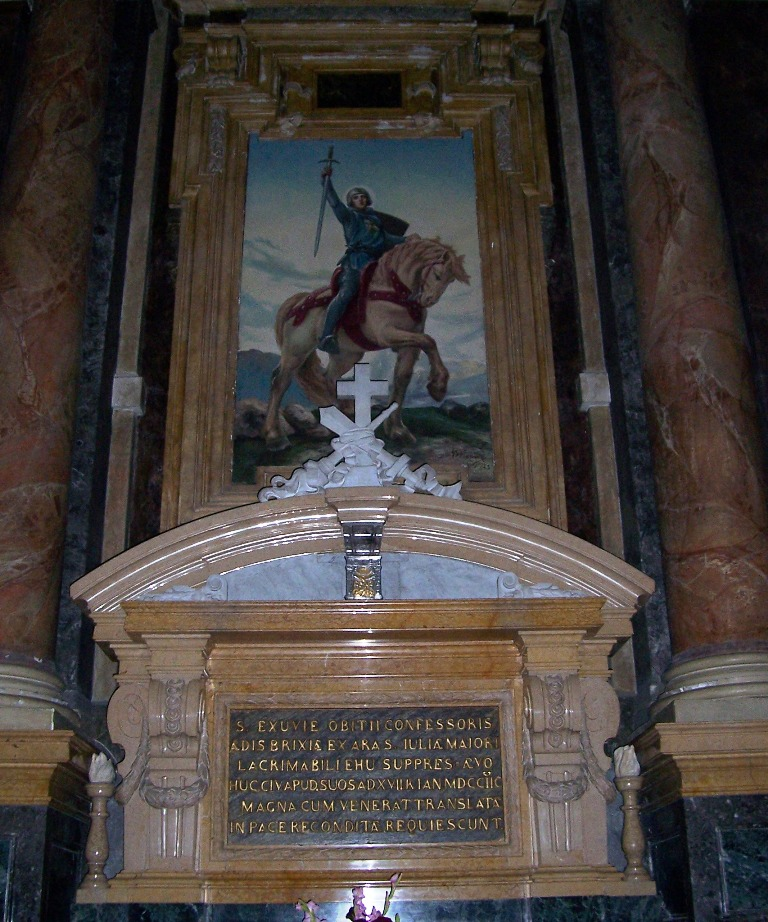
Reliquiario di Sant'Obizio nella parrocchiale Niardo

Lo stemma adottato richiama la figura del patrono
sant'Obizio che Jacopo Malvezzi nel suo Chronicon Brixianum ab origine urbis ad annum usque 1332 vuole nato a Niardo verso il 1150.
Il gonfalone è un drappo di azzurro.

## Monumenti e luoghi d'interesse

### Architetture religiose
Le chiese di Niardo sono:

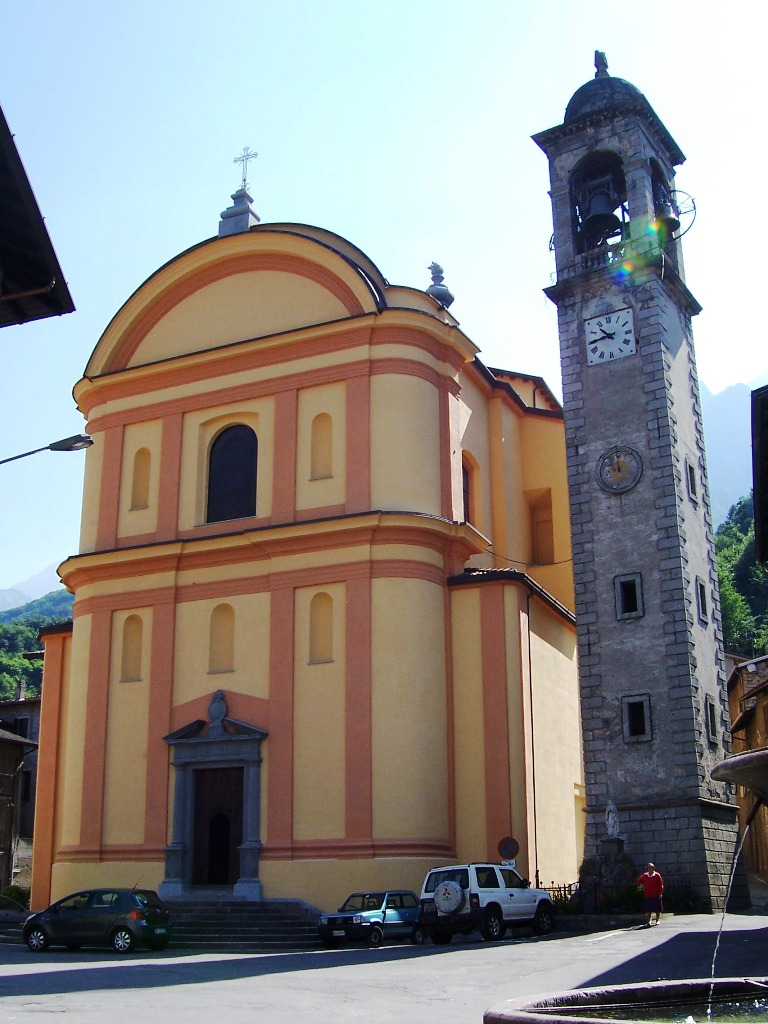
Chiesa parrocchiale

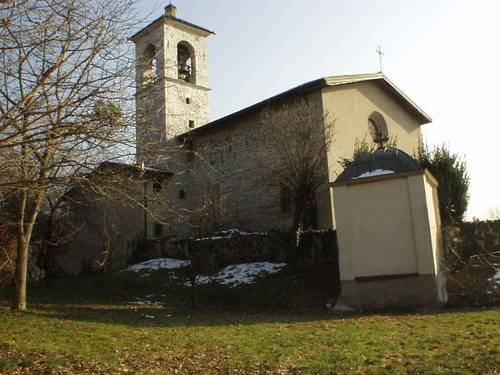
Chiesa di San Giorgio

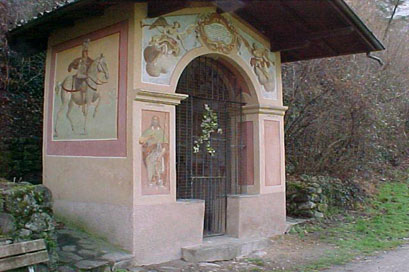
Lazzaretto

- Chiesetta di San Giuseppe, struttura barocca, rimaneggiata nell'Ottocento. È posta in località Crist.
- Duomo di S. Maurizio, ricostruito nei primi anni del XX secolo, contiene un Angelo custode del Fiammenghino.
- Chiesetta di San Giorgio, del XV secolo.
- Chiesetta degli Angeli Custodi, edificata attorno al 1650
- Cimitero edificato agli inizi del XIX secolo, all'interno è presente il mausoleo dedicato ai caduti niardesi delle due guerre mondiali.
- Lazzaretto degli appestati, costruito durante l'ultima epidemia di peste nei pressi del torrente Fa.
- La casa natale del beato Innocenzo da Berzo.

All'incrocio di via Molini e quella che veniva chiamata via delle Vigne era posta una santella dedicata al Diavolo che secondo la tradizione imprigionava lo spirito del demonio, nel dialetto niardese era chiamata Santela del Diaol, verrà abbattuta durante il rifacimento e allargamento di via Molini, nonostante la contrarietà del parroco e dei niardesi.

## Società

### Evoluzione demografica
Abitanti censiti

### Tradizioni e folclore
Gli scütüm sono nei dialetti camuni dei soprannomi o nomiglioli, a volte personali, altre indicanti tratti caratteristici di una comunità. Quello che contraddistingue gli abitanti di Niardo è Halhíhe (salsicce) o Bombe.
- 24 gennaio vigilia della Conversione di Paolo. Tradizionalmente si prediceva quali sarebbero stati i mesi piovosi e quelli poco piovosi intagliando dodici scodelline con le cipolle riempite di sale e lasciate all'aperto durante la notte.[13]
- Sono molto sentite, soprattutto tra i giovani le rivalità con gli altri comuni, in particolare quelli limitrofi.

La rivalità più forte è quella con Breno che riguarda anche l'ambito calcistico, altre sono quelle contro Ceto, Losine e Braone.

### Ricorrenze
Ogni anno Niardo celebra la solenne festa di Sant'Obizio, San Costanzo e del Beato Innocenzo da Berzo, la prima domenica di maggio. Nelle solenni celebrazioni i Corazzieri di Sant'Obizio scortano l'urna delle reliquie per le vie del paese.

#### Premio Sant'Obizio
In occasione dei festeggiamenti del patrono, il sindaco, dal 1980 a nome di tutti i cittadini decide di consegnare il premio Sant'Obizio verso coloro i quali hanno dimostrato un forte impegno durante l'anno trascorso a favore della comunità niardese ma non solo.
Un impegno che può riguardare svariati ambiti.

#### Vincitori premio Sant'Obizio
- 1980 Generale Martino Poli
- 1981 Don Franco Betta
- 1982 Avvocato Mario Nobili
- 1983 Don Carlo Comensoli
- 1984 Don Battista Barbieri
- 1985 Fiamme Verdi
- 1986 Dottor Fernando Magatelli
- 1987 Giornale di Brescia
- 1988 Onorevole Remo Gaspari
- 1989 Sindaci Camuni per tre legislature
- 1990 Cardinale Giovanni Battista Re
- 1991 Notaio Giuseppe Camadini
- 1992 Romain Zaleski
- 1993 Roberto De Martin
- 1994 Professor Silvio Garattini
- 1995-2007: Interrotto
- 2008 Franco Solina
- 2009 Elena Fanchini e Nadia Fanchini
- 2010 Don Fausto Murachelli
- 2011 Professoressa Carla Bino
- 2012 Gianni De Giuli (alla memoria)
- 2013 Cavalier Mario Farisè (alla memoria)

#### Corazzieri di Sant'Obizio
La storia dice che fu proprio il Santo guerriero nel XII secolo ad istituire questo gruppo di armati, in difesa della gente di Niardo e della Valle Camonica in genere, insidiata pericolosamente da bande di briganti e di banditi.
Della Compagnia si persero poi le tracce fino al 1920 quando per rendere più solenni esternamente le celebrazioni a glorificazione del Santo, il rev. Don Franco Betta, tenente colonnello degli alpini, pensò di istituire la Compagnia delle Guardie d'Onore di Sant'Obizio per decorare le funzioni specialmente durante la Santa Messa solenne e la processione. E questo in sostituzione dei due Carabinieri che si era soliti richiedere e che non sempre era possibile ottenere.

#### Paggetti

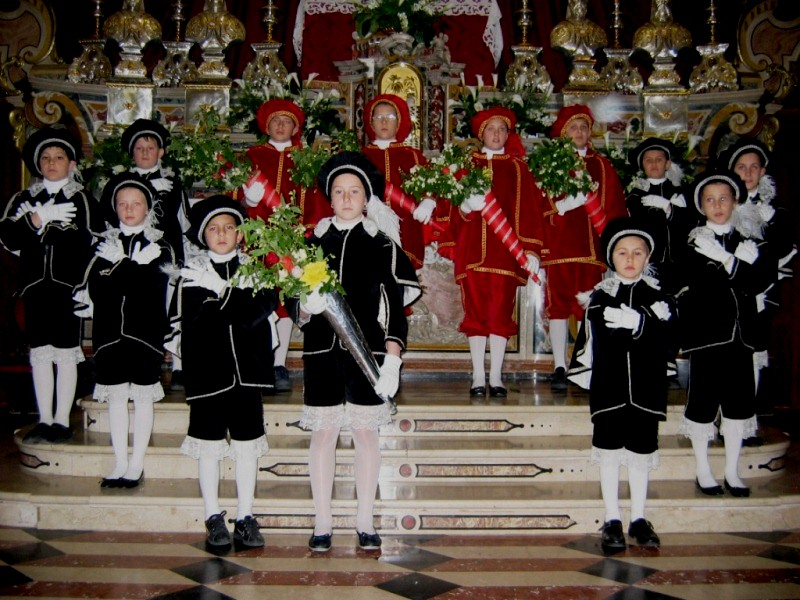
Paggetti

I Paggetti erano giovani di nobile famiglia, che servivano grandi principi e cavalieri, i fanciulli apprendevano le discipline per poi essere promossi a posizioni per la maggior parte militari. Caratterizzati da un abbigliamento tipici del mantello di velluto, ha mantenuto l'essenza di questo spirito e con il desiderio di esaltare la devozione al santo patrono Obizio, Don Franco Betta ricrea i Paggi a Niardo nel gruppo che sostiene il corpo delle Guardie d'onore, diventando un corpo unico al servizio della chiesa.

### Eventi

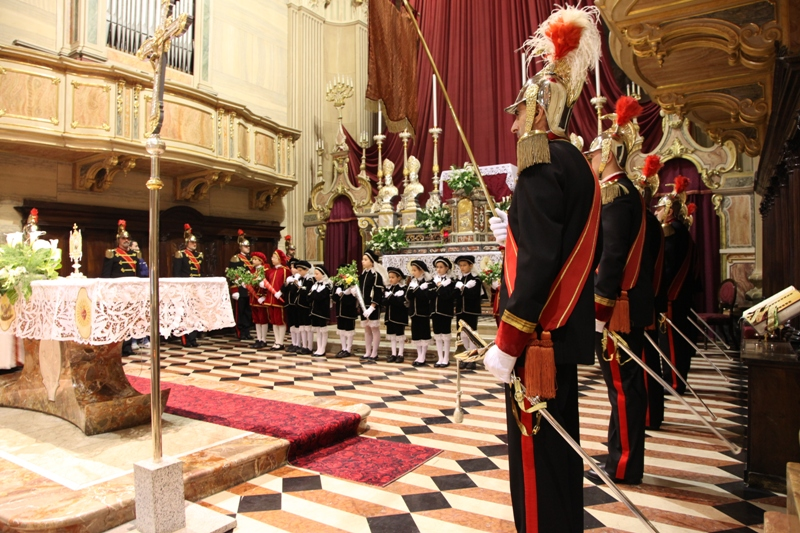
Corazzieri di Sant'Obizio

- L'ultimo weekend di agosto si svolge il Gir de Gnart gara a livello nazionale di Mountain Bike.
- Il primo fine settimana del mese di maggio si tengono i festeggiamenti del patrono sant'Obizio.
- Nel mese di ottobre si tiene il Mercàt dei Pom e de le Patate presso il cortile della casa natale del Beato Innocenzo (via Sommavilla).
- Alla fine del mese di agosto presso la località Crist si svolge la Sagra del Cinghiale

## Geografia antropica

### Frazioni
Le frazioni del comune di Niardo sono:
- Crist
- Gera

## Infrastrutture e trasporti

### Scuole
- Scuola Materna Franco Tonolini
- Scuola Elementare Franco Tonolini
- Scuola Media Franco Tonolini

### Strade
Ai piedi del comune di Niardo scorre la Strada statale 42 del Tonale e della Mendola.

### Ferrovie
La stazione di Niardo-Losine faceva parte della linea ferroviaria Brescia-Iseo-Edolo, ma oggi è stata soppressa.

## Centrale idroelettrica

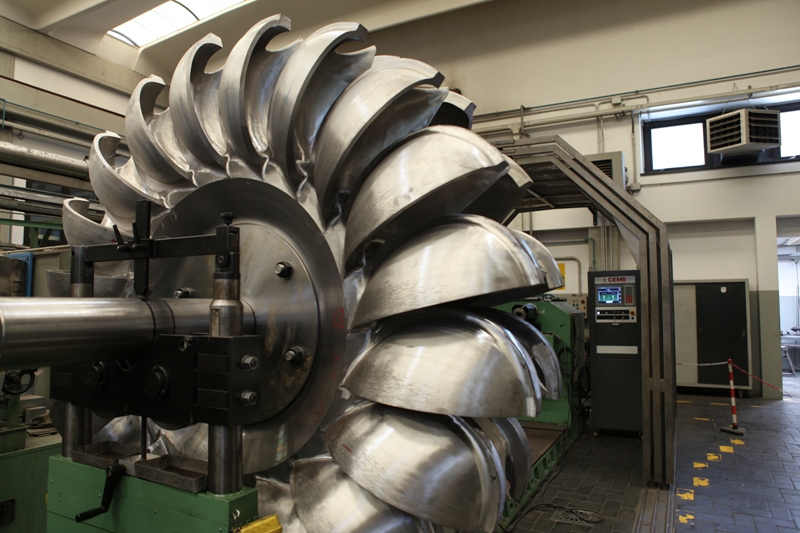
Turbina pelton nella centrale

Niardo è sede di una centrale idroelettrica di proprietà Enel che utilizza l'acqua del torrente Re per produrre energia.
Nel 1910 la Società Elettrica della Valle Camonica Elva inizia ad edificare la centrale idroelettrica dando vita ad un progetto di qualche anno prima.
La centrale utilizza le acque del torrente Re che vengono captate ad un'altezza di 1070 m e vengono condotte da un canale a una diga sita a 1000 m, da questa parte una condotta forzata di 400 mm di diametro e 700 m di lunghezza, che si biforca in altre due condotte di 250 mm di diametro e 800 m di lunghezza; il salto utile è di 550 m. Nella centrale sono installati tre gruppi di turbina Pelton della potenza complessiva 1104 kW e 1265 kVA, l'energia prodotta è di circa 6,5 kV ed è immessa subito nella rete locale. Nei primi anni del XXI secolo la centrale viene ristrutturata dal gruppo Enel.

## Canale Edison
Nella metà del Novecento viene edificato da Edison un canale che raccoglie le acque dei torrenti Cobello, Fa e Re per produrre energia, originariamente il canale era scoperto, il che era molto pericoloso per i cittadini del paese considerata l'immensa portata d'acqua e la forza con la quale discende, per questo sul finire degli anni ottanta il canale venne munito di un tetto in cemento armato.

## Amministrazione
| Periodo | Periodo | Primo cittadino       | Partito      | Carica  | Note |
| ------- | ------- | --------------------- | ------------ | ------- | ---- |
| 1973    | 1978    | Girolamo Bondioni     | lista civica | Sindaco |      |
| 1978    | 1983    | Ugo Calzoni           | lista civica | Sindaco |      |
| 1983    | 1990    | Pier Antonio Bondioni | lista civica | Sindaco |      |
| 1990    | 1993    | Ugo Calzoni           | lista civica | Sindaco |      |
| 1993    | 1995    | Mario Cocchi          | lista civica | Sindaco |      |

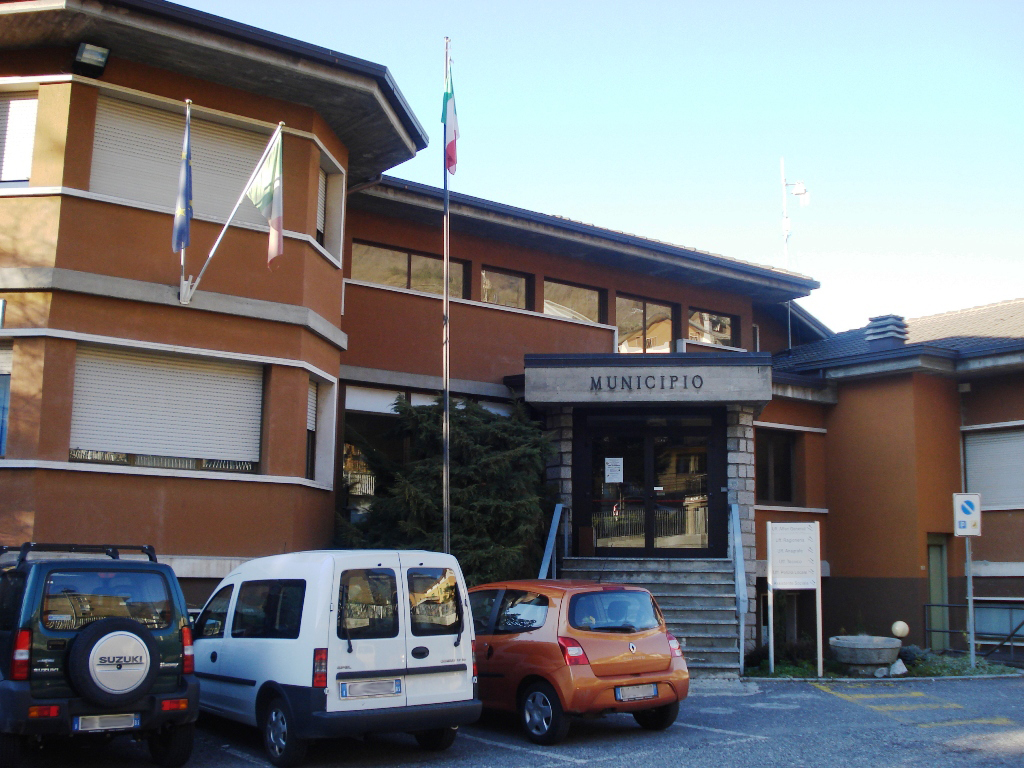
Palazzo del Comune

Di seguito l'elenco dei sindaci eletti direttamente dai cittadini (dal 1995):
| Periodo        | Periodo        | Primo cittadino   | Partito      | Carica  | Note |
| -------------- | -------------- | ----------------- | ------------ | ------- | ---- |
| 24 aprile 1995 | 14 giugno 2004 | Mario Cocchi      | lista civica | Sindaco |      |
| 14 giugno 2004 | 8 giugno 2009  | Tiziana Pelamatti | lista civica | Sindaco |      |
| 8 giugno 2009  | 10 giugno 2024 | Carlo Sacristani  | lista civica | Sindaco |      |
| 10 giugno 2024 | in carica      | Ivan Markus       | lista civica | Sindaco |      |

### Gemellaggi
- Reggiolo, dal 2012
- Città del Messico, dal 2004, con la quale si tengono scambi culturali[senza fonte]

## Industria
Dall'anno 1000 nel paese iniziò a diffondersi l'utilizzo del mulino ad acqua, gran parte di questi era situata sulle rive del torrente Re di Niardo, tanto che oggi rimangono i nomi di Via Molini e Via Molini Lungovalle, i mulini impiantati erano uno strumento necessario per l'attività economico-produttiva degli abitanti, vi erano i mulini per il malto, i mulini per la forgiatura e verso gli inizi del XIV secolo presero piede i mulini per le segherie, i frantoi e le fonderie. Oggi dei mulini rimane ben poco perché nel corso dei secoli più alluvioni e frane colpirono il paese, modificando il letto dei torrenti e spazzando via anche i mulini.
La storia industriale di Niardo è legata in modo particolare anche al ferro che veniva lavorato nei mulini adibiti a fonderia, e con esso venivano prodotte armi e oggetti di uso quotidiano. In tutta la valle erano conosciuti per la loro qualità le lame Taboni prodotte a Niardo artigianalmente fino alla metà del Novecento.

### Calzolai
Niardo è stato da secoli il paese più importante della Lombardia per la fabbricazione di oggetti in pelle e calzature tanto che vi era la corporazione dei calzolai detti nel dialetto locale scarpulí, la maestria e la grande cura del lavoro dei calzolai niardesi era conosciuta in tutto l'Impero d'Austria, tanto che la casa reale degli Asburgo ordinava che le scarpe venissero fabbricate proprio a Niardo.
Con il passare del tempo il mestiere, causa le grandi fabbriche e l'industrializzazione, è andato via via scomparendo e solo qualche famiglia conserva la tradizione.

## Sport

### Mountain Bike
Dal 2001 a Niardo si tiene una gara di livello nazionale di mountain bike: il "gir de Gnart", organizzata da niardoforbike.

### Pallavolo
Diffusa tra i giovani è anche la pallavolo, è presente la società "Niardo Volley".

### Calcio

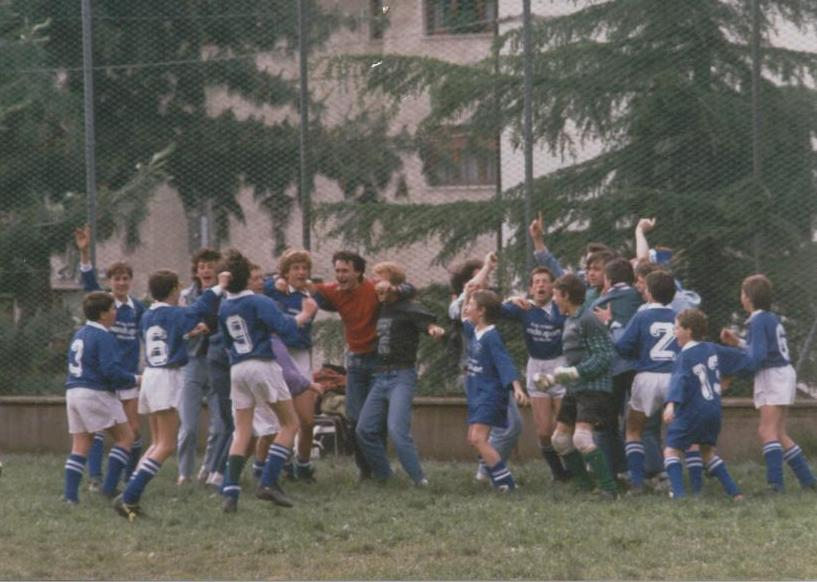
La US Niardo allievi

Agli inizi del novecento era stata fondata l'U.S. Niardo, con maglia di colore bianco-blu.
La squadra ha sempre giocato nei gironi dilettantistici fino al suo scioglimento alla fine degli anni novanta; il rivale storico è da sempre l'U.S. Breno.

## Cucina

### La "spongada" de Gnart
La "spongada" è un dolce tradizionale camuno, la ricetta varia di paese in paese; La forma è quella di una pagnotta di circa 150 grammi, dolce, derivata da una lavorazione a due impasti. Al primo impasto, a base di lievito, zucchero, burro, uova, farina bianca e vanillina, si aggiunge, dopo 3 ore di lievitazione, un secondo impasto a base di zucchero, burro/strutto, uova intere, tuorli d'uovo, vanillina, lievito di birra e farina. Dopo un'ulteriore lievitazione di qualche ora, si formano palle di pasta di 150 grammi che si lasciano ulteriormente lievitare fino a raddoppio del volume, si cuociono le focacce per 20-25 minuti a 180 °C, e si ricoprono di zucchero.

## Galleria d'immagini

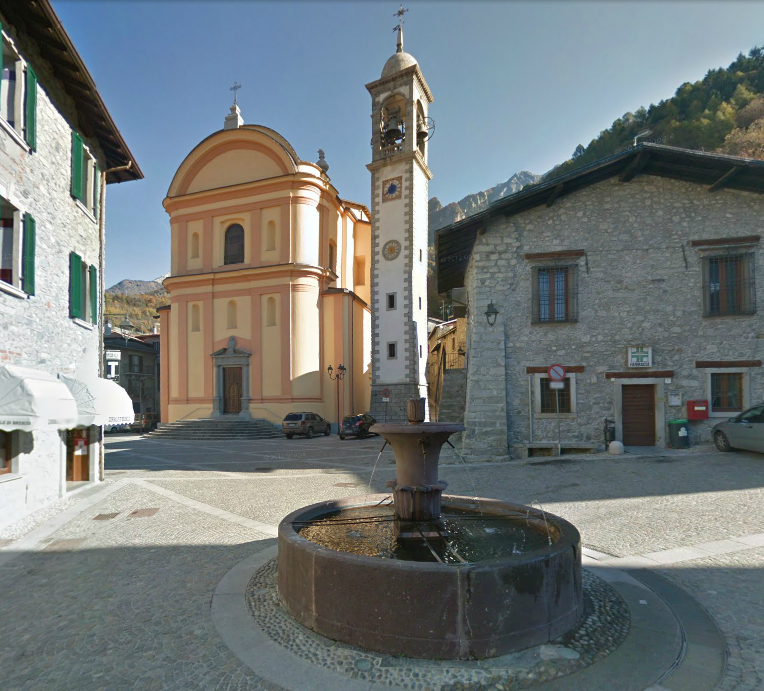
Piazza
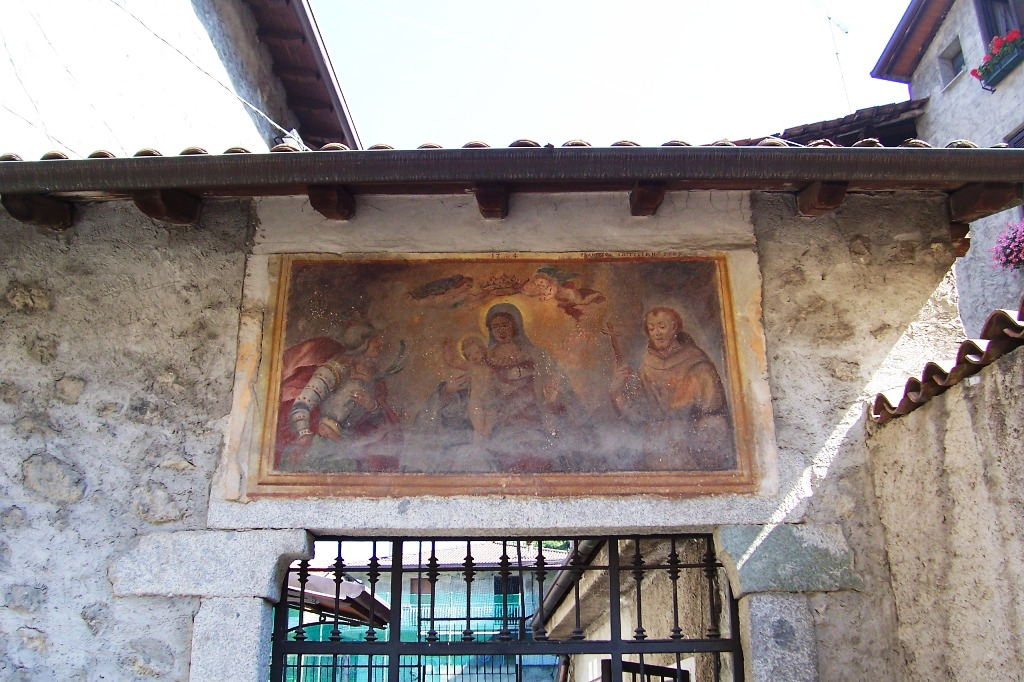
Affresco a Niardo
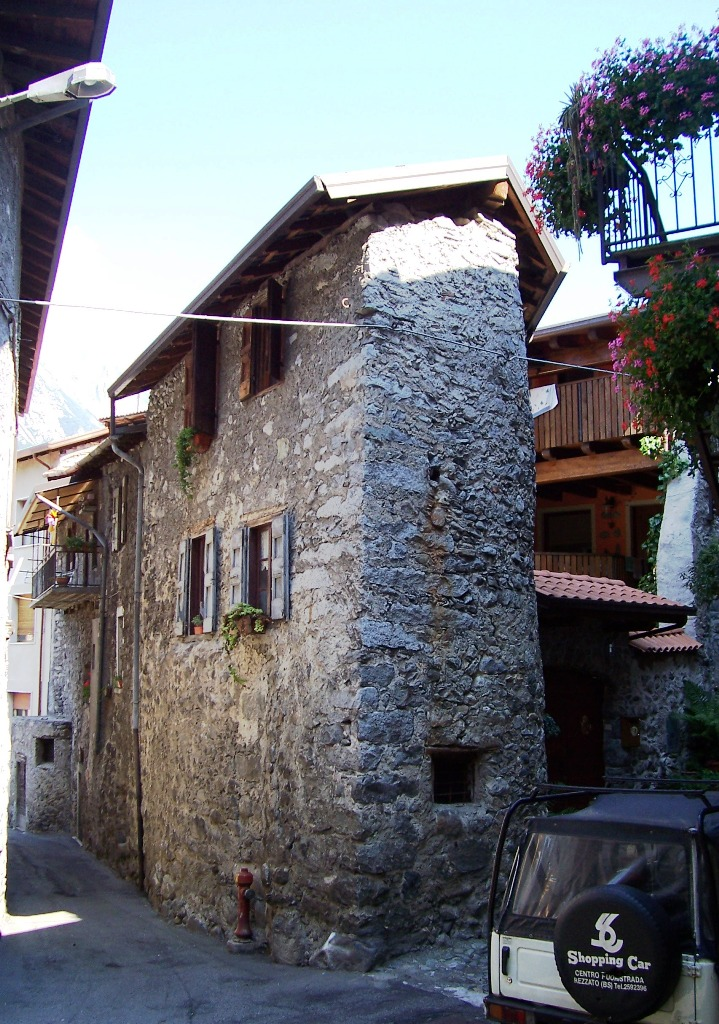
Casa in Niardo
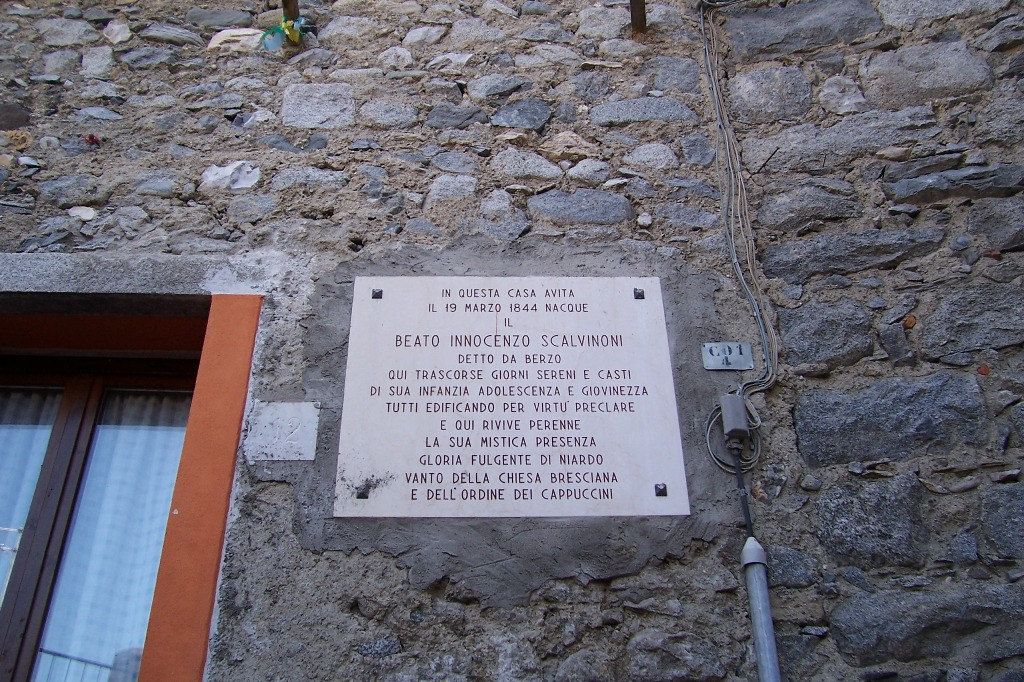
Casa natale del Beato Innocenzo
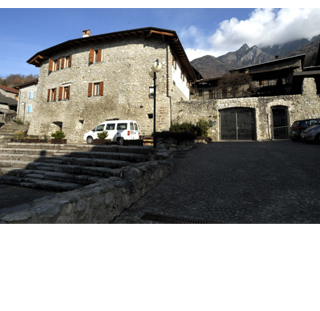
Vecchio Convento nei pressi dell'anfiteatro
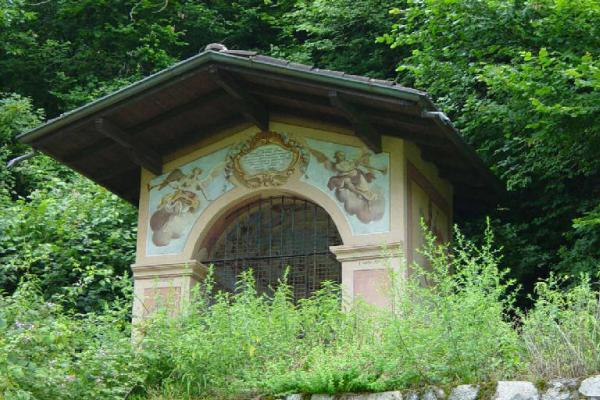
Lazzaretto
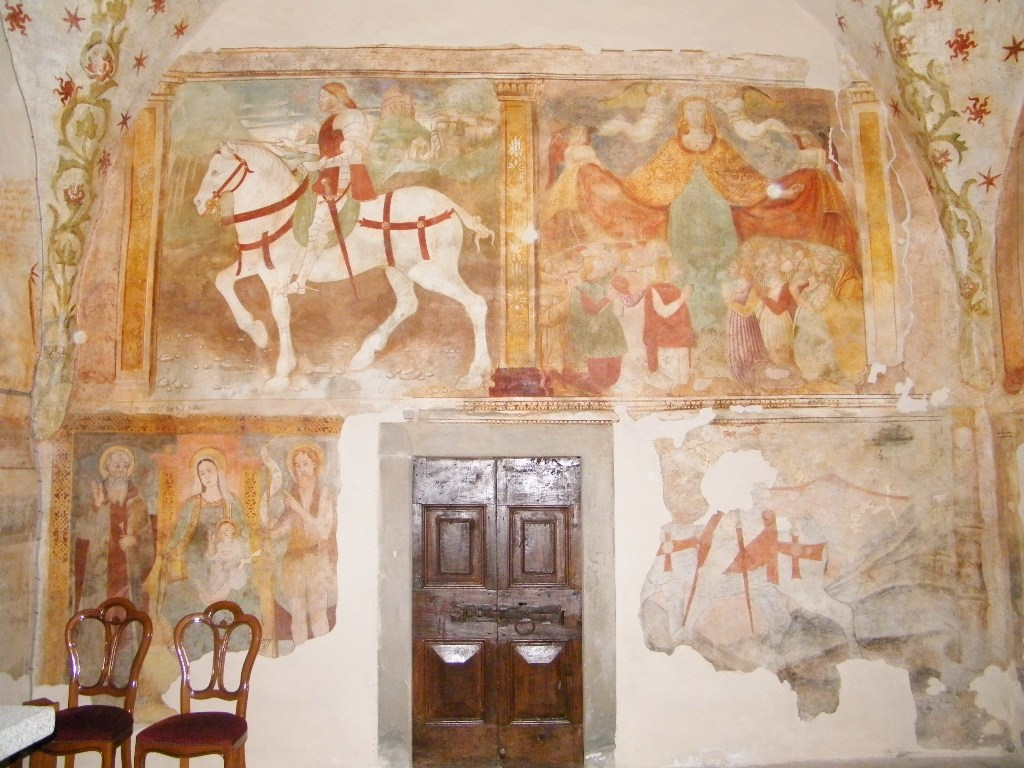
Affreschi presbiterio nord - (Chiesa S Giorgio)
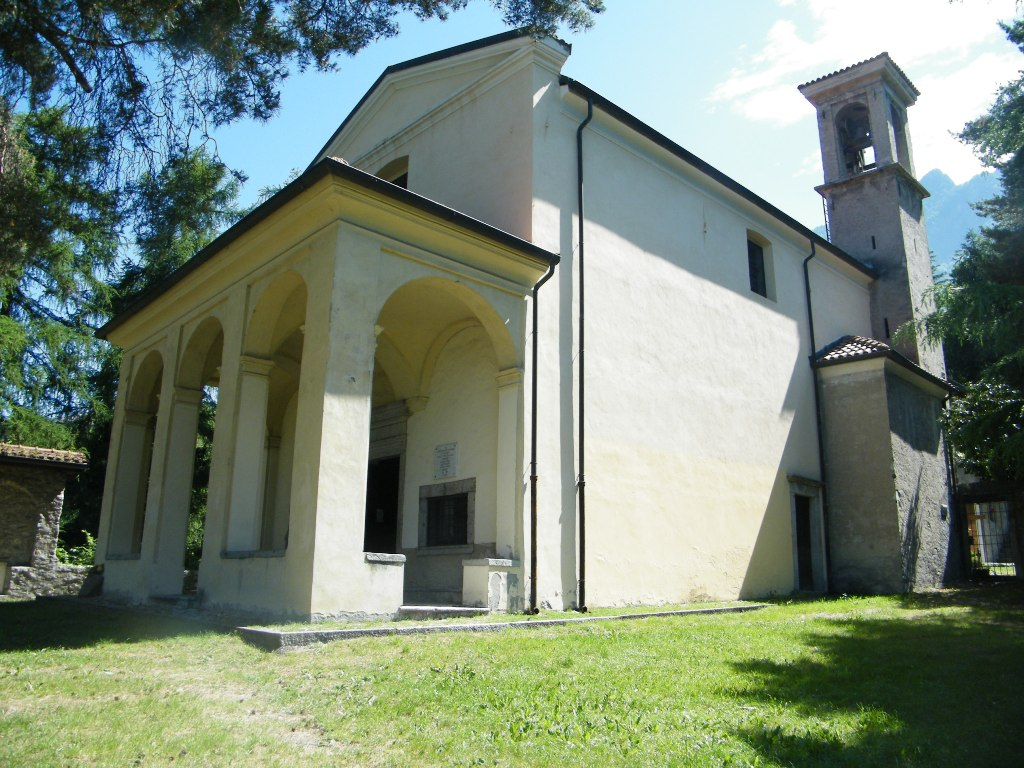
Chiesa S Giorgio
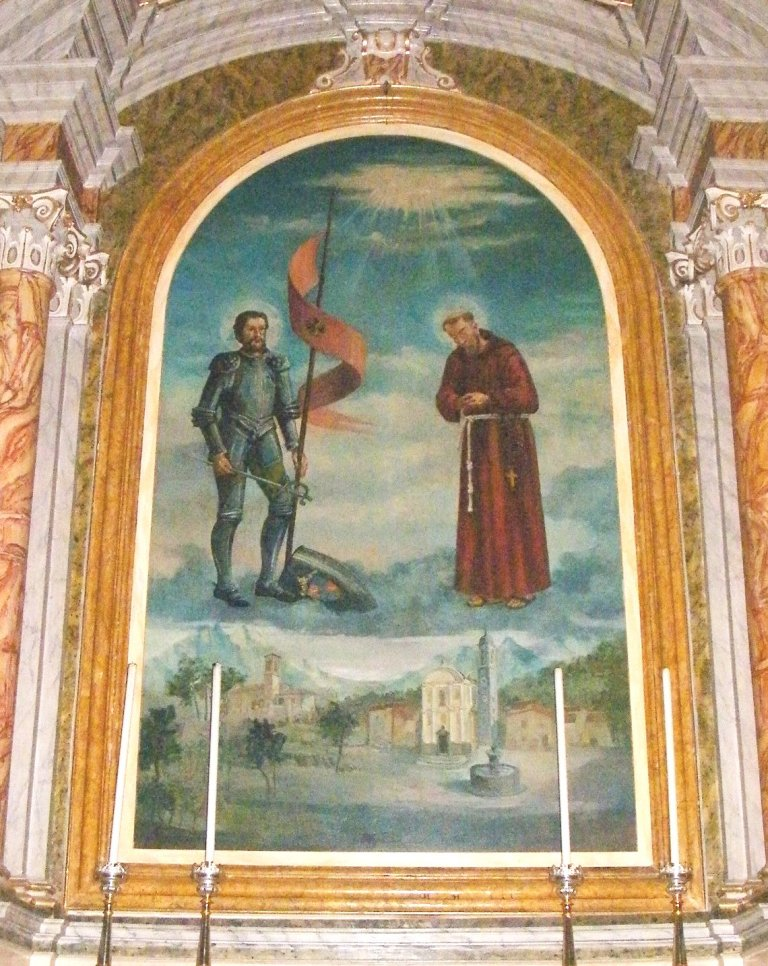
S.Costanzo e Beato Innocenzo
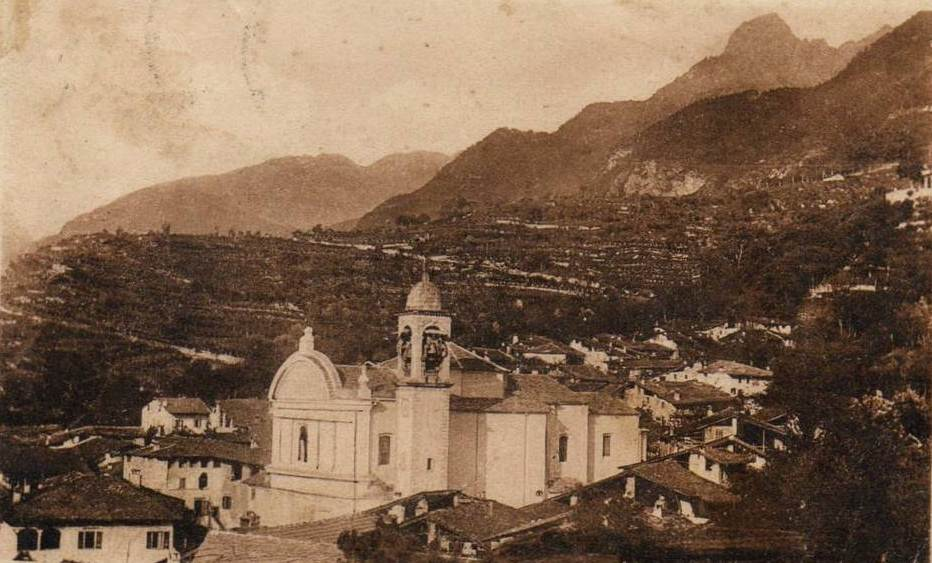
Vecchia foto di Niardo